# 번지 점프
번지 점프(bungee or bungy jumping)는 고무로 만든 긴 줄의 한쪽 끝을 발목과 몸통에 묶고 한끝을 물체에 고정한 뒤 높은 곳에서 뛰어내리는 야외 활동이다. 남태평양의 바누아투의 펜테코스트섬의 부족의 전혀 탄력이 없는 칡이나 나무 줄기 등을 엮어 발목에 묶고 뛰어내리는 성인식에서 유래되었으며 본격적으로 스포츠로 즐기기 시작한 것은 1979년에 영국 옥스퍼드 대학교 학생 4명이 미국 금문교에서 줄을 묶어 뛰어내리는 것에서 시작되었다고 한다.

## 유래
본래 남태평양에 위치한 바누아투의 로만데콘족 부족의 성인식인 난골(en:Nanggol)에서 유래되었다. 이 성인식을 성공하기 위해서는 칡 넝쿨을 몸에 묶고 20~30m 높이의 나무 탑에서 뛰어내려 진흙으로 된 땅에 머리를 부딪혀야 한다. 이러한 성인식을 하는 이유는 로만데콘족에서 죽음을 무릅 쓴 용기로 진정한 남성이 되었다는 것을 증명한다는 목적에서도 있었지만, 로만데콘족의 믿음 중에 남성의 머리가 땅에 부딪히면 농사가 풍년이 된다는 믿음이 존재하는데, 그 이유로 이 성인식을 진행하는 것이기도 한 것으로 알려졌다.
본래 이 전통은 아동 학대 논란이 있었으며, 갓 성인이 된 소년을 높은 나무에서 떨어뜨리는 악습도 비판받고 있었다. 게다가 오늘날엔 이 난골 의식이 바누아투에서 '전통 성인식 관람'이라는 관광 상품으로 포장되었으며 실제로 사람이 다치는 모습까지 여과없이 상업적으로 판매되고 있다는 문제가 있다.